# Parasynegia vitticostata
Parasynegia vitticostata là một loài bướm đêm trong họ Geometridae.